# Liste der denkmalgeschützten Objekte in Sachsenburg (Kärnten)
Die Liste der denkmalgeschützten Objekte in Sachsenburg enthält die 18 denkmalgeschützten, unbeweglichen Objekte der Gemeinde Sachsenburg.

## Denkmäler
| Foto |                 | Denkmal                                                                                   | Standort                                            | Beschreibung | Metadaten |
| ---- | --------------- | ----------------------------------------------------------------------------------------- | --------------------------------------------------- | --- | --- |
| ja   | Datei hochladen | Kath. Filialkirche hl. Ruprecht HERIS-ID: 54363 Objekt-ID: 62608                          | Obergottesfeld Standort KG: Obergottesfeld          | Am Waldesrand über dem Ort gelegen. Urkundlich 1166 erwähnt. Kleiner romanischer Bau mit eingezogener niedriger Halbkreisapsis. Westlicher hölzerner Dachreiter mit barockem Zwiebelhelm. Eisentür. 1999 Außenrestaurierung. In der Apsis und an der nördlichen Langhauswand sind Wandmalereien aus dem 15. Jahrhundert. Der gotische Flügelaltar ist von 1505. | BDA-Hist.: Q15110720 Status: § 2a Stand der BDA-Liste: 2025-06-30 Name: Kath. Filialkirche hl. Ruprecht GstNr.: .28 Filialkirche Obergottesfeld                                  |
| ja   | Datei hochladen | Teil der Befestigungsanlage HERIS-ID: 35944 Objekt-ID: 34787                              | Marktplatz 18a Standort KG: Sachsenburg             | Geschützt sind Wehrmauerreste an der Nordseite der ab dem 13. Jahrhundert um den Markt errichteten Ringmauer. | BDA-Hist.: Q64512526 Status: Bescheid Stand der BDA-Liste: 2025-06-30 Name: Teil der Befestigungsanlage GstNr.: 220, 403/2 Befestigungsanlage Sachsenburg                        |
| ja   | Datei hochladen | Teil der Befestigungsanlage HERIS-ID: 35943 Objekt-ID: 34786                              | bei Marktplatz 19 Standort KG: Sachsenburg          | Geschützt sind Wehrmauerreste an der Nordseite der ab dem 13. Jahrhundert um den Markt errichteten Ringmauer. | BDA-Hist.: Q64512525 Status: Bescheid Stand der BDA-Liste: 2025-06-30 Name: Teil der Befestigungsanlage GstNr.: 218 Befestigungsanlage Sachsenburg                               |
| ja   | Datei hochladen | Teil der Befestigungsanlage HERIS-ID: 35942 Objekt-ID: 34785                              | bei Marktplatz 25 Standort KG: Sachsenburg          | Geschützt sind Wehrmauerreste der nördlichen Hälfte der Westseite der ab dem 13. Jahrhundert um den Markt errichteten Ringmauer. | BDA-Hist.: Q64512524 Status: Bescheid Stand der BDA-Liste: 2025-06-30 Name: Teil der Befestigungsanlage GstNr.: 213/3, 214, 213/1 Befestigungsanlage Sachsenburg                 |
| ja   | Datei hochladen | Teil der Befestigungsanlage HERIS-ID: 35940 Objekt-ID: 34783                              | Marktplatz 25, in der Nähe Standort KG: Sachsenburg | Geschützt sind Wehrmauerreste der nördlichen Hälfte der Westseite der ab dem 13. Jahrhundert um den Markt errichteten Ringmauer. | BDA-Hist.: Q64512521 Status: Bescheid Stand der BDA-Liste: 2025-06-30 Name: Teil der Befestigungsanlage GstNr.: 214, 213/1 Befestigungsanlage Sachsenburg                        |
| ja   | Datei hochladen | Teil der Befestigungsanlage HERIS-ID: 35945 Objekt-ID: 34788                              | Marktplatz 25, 27 Standort KG: Sachsenburg          | Geschützt sind Wehrmauerreste an der Westseite der ab dem 13. Jahrhundert um den Markt errichteten Ringmauer. | BDA-Hist.: Q64512527 Status: Bescheid Stand der BDA-Liste: 2025-06-30 Name: Teil der Befestigungsanlage GstNr.: 838, 213/2 Befestigungsanlage Sachsenburg                        |
| ja   | Datei hochladen | Teil der Befestigungsanlage HERIS-ID: 111328 Objekt-ID: 129140                            | Marktplatz 27 Standort KG: Sachsenburg              | Geschützt sind Wehrmauerreste an der Westseite der ab dem 13. Jahrhundert um den Markt errichteten Ringmauer. | BDA-Hist.: Q64512529 Status: Bescheid Stand der BDA-Liste: 2025-06-30 Name: Teil der Befestigungsanlage GstNr.: .53/2 Befestigungsanlage Sachsenburg                             |
| ja   | Datei hochladen | Teil der Befestigungsanlage HERIS-ID: 35939 Objekt-ID: 34782                              | Marktplatz 29 Standort KG: Sachsenburg              | Geschützt sind Wehrmauerreste an der Westseite der ab dem 13. Jahrhundert um den Markt errichteten Ringmauer. | BDA-Hist.: Q64512520 Status: Bescheid Stand der BDA-Liste: 2025-06-30 Name: Teil der Befestigungsanlage GstNr.: 813/8 Befestigungsanlage Sachsenburg                             |
| ja   | Datei hochladen | Teil der Befestigungsanlage HERIS-ID: 35937 Objekt-ID: 34780                              | bei Ringmauergasse 3 Standort KG: Sachsenburg       | Geschützt sind Wehrmauerreste an der Nordseite der ab dem 13. Jahrhundert um den Markt errichteten Ringmauer. | BDA-Hist.: Q64512519 Status: Bescheid Stand der BDA-Liste: 2025-06-30 Name: Teil der Befestigungsanlage GstNr.: 216, .51/2 Befestigungsanlage Sachsenburg                        |
| ja   | Datei hochladen | Teil der Befestigungsanlage HERIS-ID: 46733 Objekt-ID: 48870                              | bei Ringmauergasse 3 Standort KG: Sachsenburg       | Geschützt sind Wehrmauerreste an der Nordseite der ab dem 13. Jahrhundert um den Markt errichteten Ringmauer. | BDA-Hist.: Q64512528 Status: Bescheid Stand der BDA-Liste: 2025-06-30 Name: Teil der Befestigungsanlage GstNr.: .51/2 Befestigungsanlage Sachsenburg                             |
| ja   | Datei hochladen | Teil der Befestigungsanlage HERIS-ID: 35936 Objekt-ID: 34779                              | Sachsenburg 17 Standort KG: Sachsenburg             | Geschützt sind Wehrmauerreste an der Nordseite der ab dem 13. Jahrhundert um den Markt errichteten Ringmauer. | BDA-Hist.: Q64512518 Status: Bescheid Stand der BDA-Liste: 2025-06-30 Name: Teil der Befestigungsanlage GstNr.: .44/1, 220 Befestigungsanlage Sachsenburg                        |
| ja   | Datei hochladen | Befestigungsanlage Oberes, Mittleres und Unteres Schloss HERIS-ID: 23682 Objekt-ID: 20044 | Standort KG: Sachsenburg                            | Drei zwischen 13. und 15. Jahrhundert errichtete Burgen waren im 17. Jahrhundert schon verfallen. 1808 wurden in Vorbereitung auf einen Krieg gegen die Franzosen nochmals Wehranlagen im Bereich des Oberen und Mittleren Schlosses und zwei Lünetten für Kanonen errichtet; 1813 wurden diese Anlagen geschleift. Heute sind nur mehr geringe, teils überwucherte Mauerreste erhalten. | BDA-Hist.: Q814187 Status: Bescheid Stand der BDA-Liste: 2025-06-30 Name: Befestigungsanlage Oberes, Mittleres und Unteres Schloss GstNr.: 2/1, 1 Befestigungsanlage Sachsenburg |
| ja   | Datei hochladen | Bildstock HERIS-ID: 92570 Objekt-ID: 107511                                               | bei Marktplatz 1 Standort KG: Sachsenburg           | Die Wegkapelle an der Draubrücke mit einer Skulptur des heiligen Johannes Nepomuk stammt aus der zweiten Hälfte des 18. Jahrhunderts. | BDA-Hist.: Q37760276 Status: § 2a Stand der BDA-Liste: 2025-06-30 Name: Bildstock GstNr.: 813/9                                                                                  |
| ja   | Datei hochladen | Forsthaus HERIS-ID: 26133 Objekt-ID: 22595                                                | Marktplatz 6 Standort KG: Sachsenburg               | Das Haus aus dem 15./16. Jahrhundert mit einem spätgotischen Gewölbe wurde im 18./19. Jahrhundert mit einer neuen Fassade versehen. | BDA-Hist.: Q37899597 Status: Bescheid Stand der BDA-Liste: 2025-06-30 Name: Forsthaus GstNr.: .55                                                                                |
| ja   | Datei hochladen | Gemeindeamt HERIS-ID: 54570 Objekt-ID: 62883                                              | Marktplatz 12 Standort KG: Sachsenburg              | Der ehemalige Pfarrhof wurde 1994 als Gemeindeamt der gerade selbständig gewordene Gemeinde Sachsenburg adaptiert. | BDA-Hist.: Q38061362 Status: § 2a Stand der BDA-Liste: 2025-06-30 Name: Gemeindeamt GstNr.: 292                                                                                  |
| ja   | Datei hochladen | Kath. Pfarrkirche hl. Margaretha mit Friedhof HERIS-ID: 54569 Objekt-ID: 62881            | Sachsenburg Standort KG: Sachsenburg                | Die Kirche ist ein mittelgroßer spätgotischer Bau; nördlich vom niedrigen eingezogenen Chor ist ein mächtiger Turm mit Mauerschlitzen und Spitzgiebelhelm. An der Südtür ist ein spätgotischer Türklopfer. Über den Wandpfeilern des Langhauses ist ein Sternrippengewölbe. Im Chor sind Wand- und Gewölbemalereien von Anfang des 16. Jahrhunderts. | BDA-Hist.: Q2082937 Status: § 2a Stand der BDA-Liste: 2025-06-30 Name: Kath. Pfarrkirche hl. Margaretha mit Friedhof GstNr.: .2, 287/2 Pfarrkirche Sachsenburg, Kärnten          |
| ja   | Datei hochladen | Kalvarienbergkapelle HERIS-ID: 57847 Objekt-ID: 68163                                     | Standort KG: Sachsenburg                            | Die 1753 geweihte Kalvarienbergkapelle ist eine Filialkirche der Pfarre Sachsenburg. Der Sakralbau besteht aus einem spätbarocken Langbau mit Dreiachtelschluss, einem geschweiften Westgiebel und einem Dachreiter. Der Bau ist im Inneren flach gedeckt und mit einer Holzempore und einer einfachen Rokokokanzel ausgestattet. An der Ostwand ist vor der gemalten Darstellung der Stadt Jerusalem eine großfigurige geschnitzte Kreuzigungsgruppe mit den Schächtern, Maria Magdalena, Maria und Johannes aufgestellt. | BDA-Hist.: Q64692061 Status: § 2a Stand der BDA-Liste: 2025-06-30 Name: Kalvarienbergkapelle GstNr.: .1 Kalvarienbergkapelle Sachsenburg                                         |
| ja   | Datei hochladen | Heiliggrabkapelle HERIS-ID: 25383 Objekt-ID: 21810                                        | östlich Marktplatz 3 Standort KG: Sachsenburg       | Die Heiliggrabkapelle ist ein barocker Bau mit quadratischer, kreuzgratgewölbter Vorhalle, einem einjochigen Hauptraum und einem abgemauerten Sechsachtelschluss. Die durch spitzbogige Blendarkatur gegliederte Kapelle wird von einer hölzernen Laterne und einer Zwiebelhaube bekrönt. Im Hauptraum befindet sich das Heilige Grab mit dem lebensgroßen, geschnitzten Leichnam Christi. Das Fresko an der Rückwand zeigt den Auferstandenen.                                                                            | BDA-Hist.: Q64692060 Status: Bescheid Stand der BDA-Liste: 2025-06-30 Name: Heiliggrabkapelle GstNr.: 910 Heiliggrabkapelle Sachsenburg                                          |